# بيت الموروث الشعبي
بيت الموروث الشعبي متحف يقع في وسط صنعاء عاصمة اليمن. يقع جنوب غرب ميدان التحرير وجنوب السفارة المصرية وشمال السفارة الصينية. تأسس في 11 أبريل 2004 من قبل وزارة الثقافة. أسسته الكاتبة أروى عبده عثمان. وأُغلق في 6 مايو 2010 نتيجة لصعوبات مالية.

## وصلات خارجية
- الموقع الرسمي